# Holton-le-Clay
Holton-le-Clay est un village dans le nord du district d'East Lindsey, dans le Lincolnshire en Angleterre.
Le village est jumelé à la commune française de Sargé-lès-le-Mans.